# Kostel svatého Bartoloměje (Vimperk)
Kostel svatého Bartoloměje je římskokatolický filiální kostel ve městě Vimperk v Jihočeském kraji, konkrétně v okrese Prachatice. Patří k nejstarším církevním stavbám ve městě a je významnou architektonickou i historickou památkou. Kostel je chráněn jako kulturní památka České republiky a nachází se v městské památkové zóně Vimperk.  

## Historie
Tento hřbitovní kostel pochází z roku 1279. Jeho vznik zřejmě souvisí s počátky osidlování oblasti Šumavy a se stavbou zdejšího hradu.  První písemná zmínka pochází z roku 1359. Stavba byla původně gotická, jednolodní, s polygonálním presbytářem. Kostel však prošel v 16. století řadou renesančních úprav. Po požáru roku 1708, byla upravována barokně, a novogoticky obnovována  v roce 1857. Jednalo se o barokizující zásahy na východním průčelí s věžičkou. V roce 1971 proběhla rekonstrukce, při které byly nalezeny do té doby zabílené nástěnné malby.
Mezi lety 2005 a 2007 proběhly práce na sanaci vlhkosti zdiva. Ze hřbitova se na přelomu 19. a 20. století stal urnový háj kvůli výstavbě nového hřbitova, nacházejícího se v téže ulici.

## Architektura

### Exteriér
Fasáda je členěna lizénami, které vypovídají o původním gotickém charakteru stavby. Jižní průčelí člení lizénové rámce do tří polí. V prostředním poli se nachází raně gotický ústupkovitý hrotitý portál zdobený kalichovitými hlavicemi u postranních sloupků. Dveře jsou jednokřídlé s vloženým větracím křídlem krytým dekorativní kovanou mříží. V každém z polí jsou po jednom seřazena půlkruhově zakončena převýšená okna v odstupňovaném ostění. Okna jsou zakončena oblouky, typické pro ranou gotiku. Jsou jednoduše orámována široce rozevřenými špaletami.
Západní štít je novogoticky upraven a zdoben obloučkovým vlysem. Po jeho obvodě se nachází lizény. Tento trojúhelníkovitý štít je zakončen věžičkou čtvercového půdorysu umístěnou na třech krakorcích. Okna zvonice jsou půlkruhově zakončena. Věžička je zastřešena routovou stříškou jehlanovitého tvaru. Portál v západní stěně je půlkruhově zakončený a osazen kazetovými dvoukřídlými dveřmi rámové konstrukce s plnými kazetovými výplněmi. Nad dveřmi se nachází kruhové okno obklopené ústupkovým štukovým ostěním. Portál vede na kruchtu.
Severní fasáda je členěna lizénovými rámci, avšak bez otvorů. Střecha hlavní lodi je sedlová, krytá bobrovkami. Presbytář je zastřešen střechou polovalbovou. Výška lodi je přibližně 10 metrů, i s věží dosahuje výšky kolem 15 metrů. Kostel leží s mírném svahu, výška hlavní lodi se tudíž zvedá o 1 metr.
Kolem kostela se nachází ohradní zeď původem z konce 15. století. a v areálu kostela je barokní kaple z let 1708-1714.

### Interiér
Kostel sestává z obdélné lodi a čtvercového presbytáře s pravoúhlým závěrem. Budova má tudíž jednolodní uspořádání. Loď měří 11,5 metrů na délku a  8 metrů na šířku. Původně měla rovný strop, avšak v době baroka byla střecha zvýšena o 1,5 metru a byla do ní vložena valená klenba s lunetami vloženými na přízedních pilířích.
V severní stěně je čtvercové sanktuárium disponující trojbokým vimperkem pro zdůraznění vertikality. Je zdoben kružbovým motivem a rostlinným ornamentem. Loď je osvětlena třemi obloukovými okny v jižní zdi. Pod prostředním z nich je lomený portál, který je profilován výžlabky, vejcovcem a oblounky. Rozměry portálu jsou 3 metry na výšku a 2 metry na šířku. Šířka dveřního křídla je přibližně 1,80 metru. V západní stěně se nachází půlkruhově zakončené dveře se štukovým ústupkovým portálem. Dveřmi vede vstup na kruchtu, což je dáno sestupujícím okolním terénem. Byla přistavěna v 17. století. 
Presbytář je zaklenut jedním polem křížové žebrové klenby. Žebra jsou hranolová pětiboká, a hrotovitě zakončená. Vybíhají z jehlancových římsových konzolek a sbíhají se ve svorníku. Svorník je zdoben dvojitou osmilistou plochou růží (reliéf rozety). Presbytář dělí od hlavní lodi vítězný oblouk. Barokní oltář je relativně prostý, pocházející z 19. století. Oltář je zasvěcen svatému Bartoloměji. Jeho výzdoba zahrnuje barokní sochy světců a obrazy. Socha sv. Bartoloměje byla kvůli špatnému stavu přesunuta do archivu. Ve stěně za oltářem je úzké okno se silně rozevřenou špaletou. Rozměry presbytáře jsou 4,4 metru do šířky a 4,7 metru do hloubky. Ve stěnách presbytáře byly osazeny dva renesanční vápencové náhrobky. Jeden z nich pochází z 16. století, druhý, nejspíše dětský figurální náhrobník je z roku 1616. 
Nástěnné malby byly odhaleny na severní a východní stěně lodi. Pocházejí z 14. a 15. století, a představují biblické výjevy. Mezi ty hlavní patří například Zvěstování Panně Marii, Navštívení Panny Marie a Narození Páně, či Bičování Krista. Malby jsou rozloženy v pásových kompozicích. Existují ještě záznamy z 1. poloviny 20. století zobrazující stěny v interiéru kostela holé téměř bez stop výmalby. Jejich odkrytí provedli v roce 1971 akademičtí malíři Alena a Vlastimil Bergrovi a Eva a Josef Němcovi. Malby jsou ze třech různých časových období, a pokrývají kompletně stěny kněžiště a kápě jeho klenby. V lodi se dochovaly pouze na východní a severní stěně.

## Památková hodnota
Z doby gotiky je dochován lomený portál na jižní straně kostela, triumfální oblouk a pravděpodobně i klenba presbytáře. Neméně historicky hodnotné jsou i nástěnné malby. Barokně rozčleněné fasády a klenba v lodi s novogotickou úpravou ve východním štítu jsou dokladem jednotlivých stavebních etap. Cenné jsou rovněž prvky drobné architektury (jihozápadní vstupní brána, výklenková kaplička v jihozápadní ohradní zdi, dvojice dochovaných novogotických náhrobků), jakož i náhrobky přenesené k jihovýchodní vstupní stěně kaple 14 pomocníků. Památková ochrana se vztahuje na celý areál hřbitova.

## Současnost
Kostel sv. Bartoloměje slouží jako filiální kostel římskokatolické farnosti Vimperk. Pravidelně se zde konají bohoslužby i kulturní akce, zejména koncerty vážné hudby. Kostel je přístupný veřejnosti a patří mezi hlavní památky města.

## Galerie

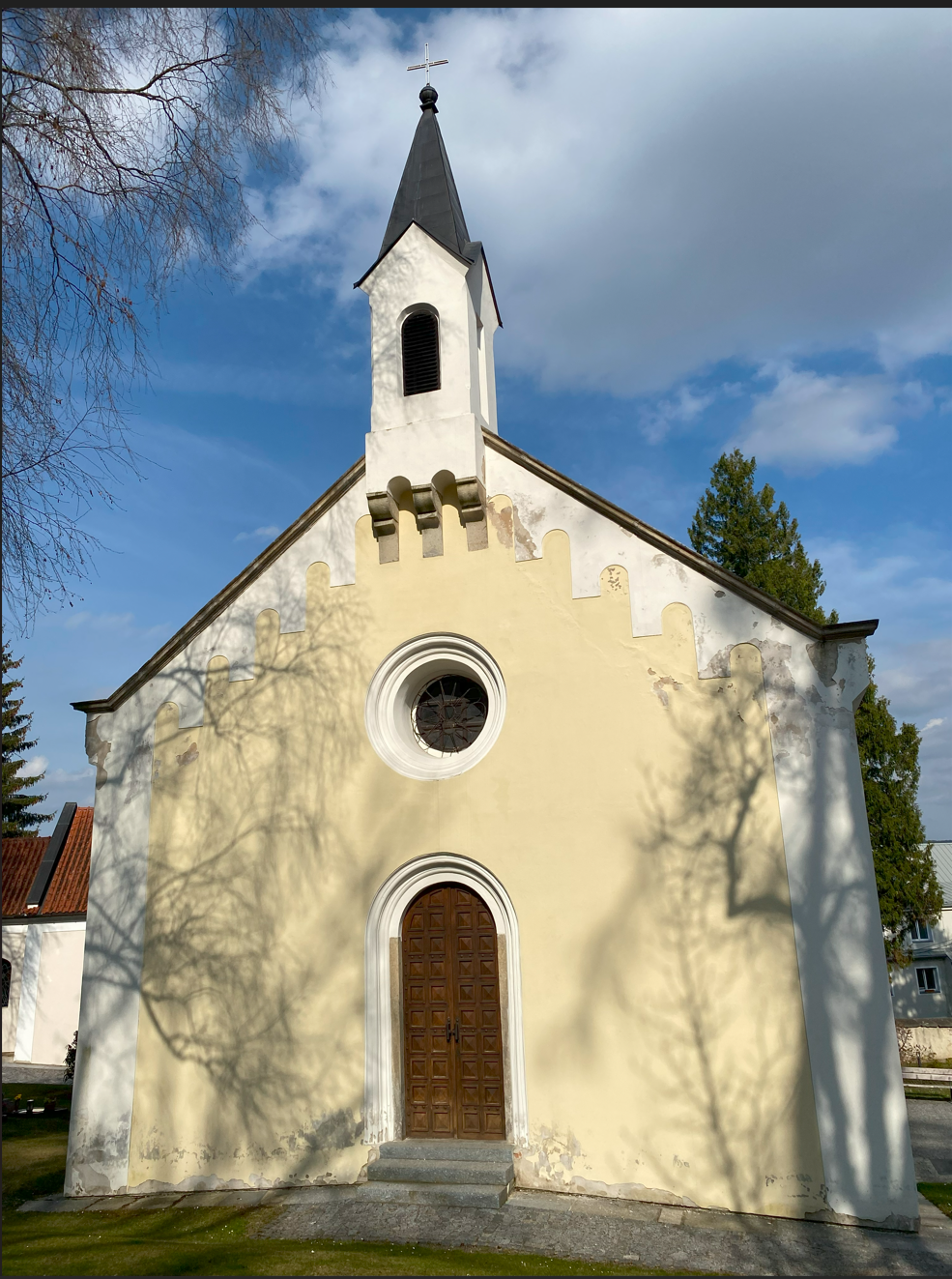
Kostel sv. Bartoloměje ve Vimperku
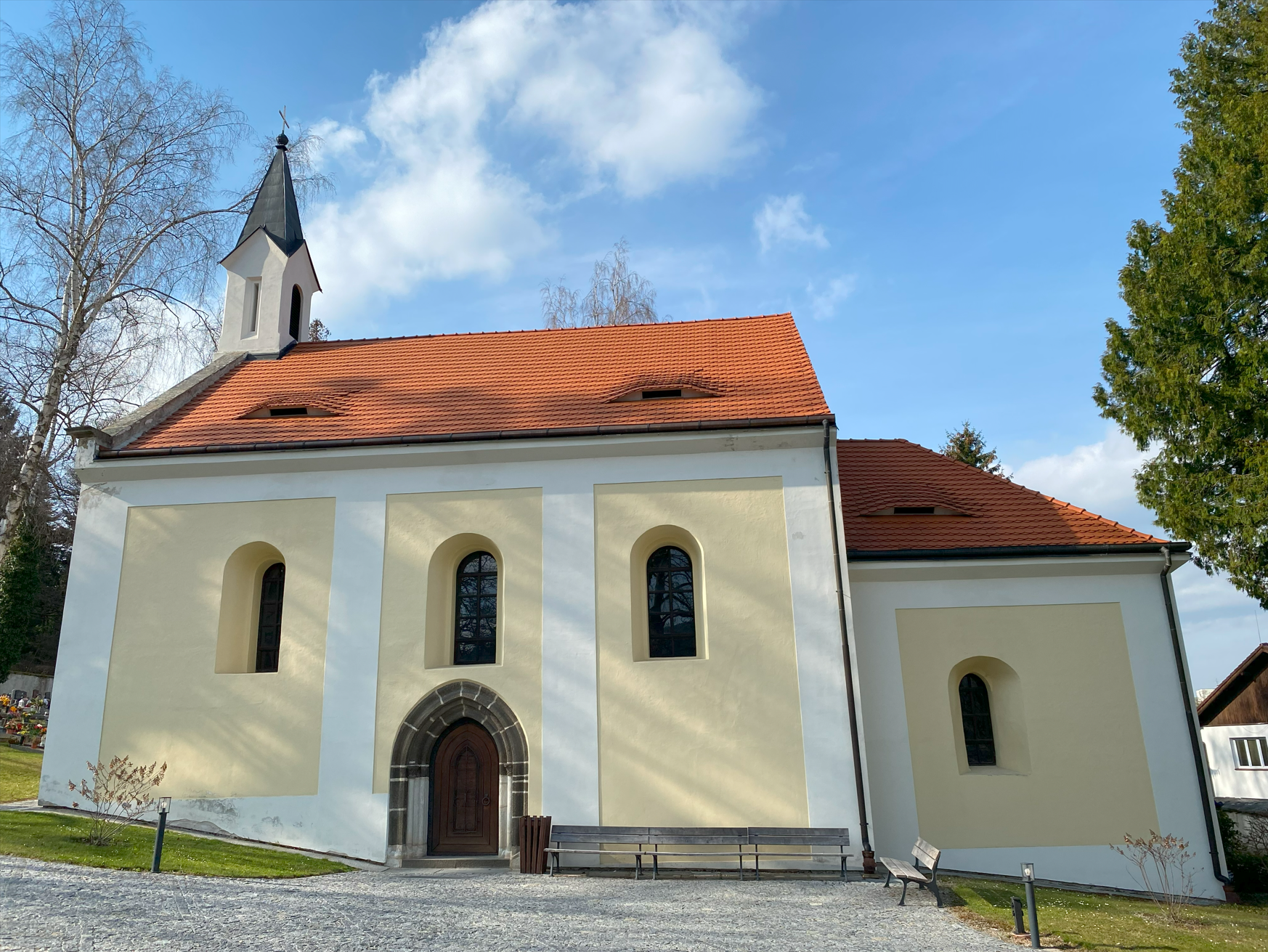
Kostel sv. Bartoloměje - jižní průčelí
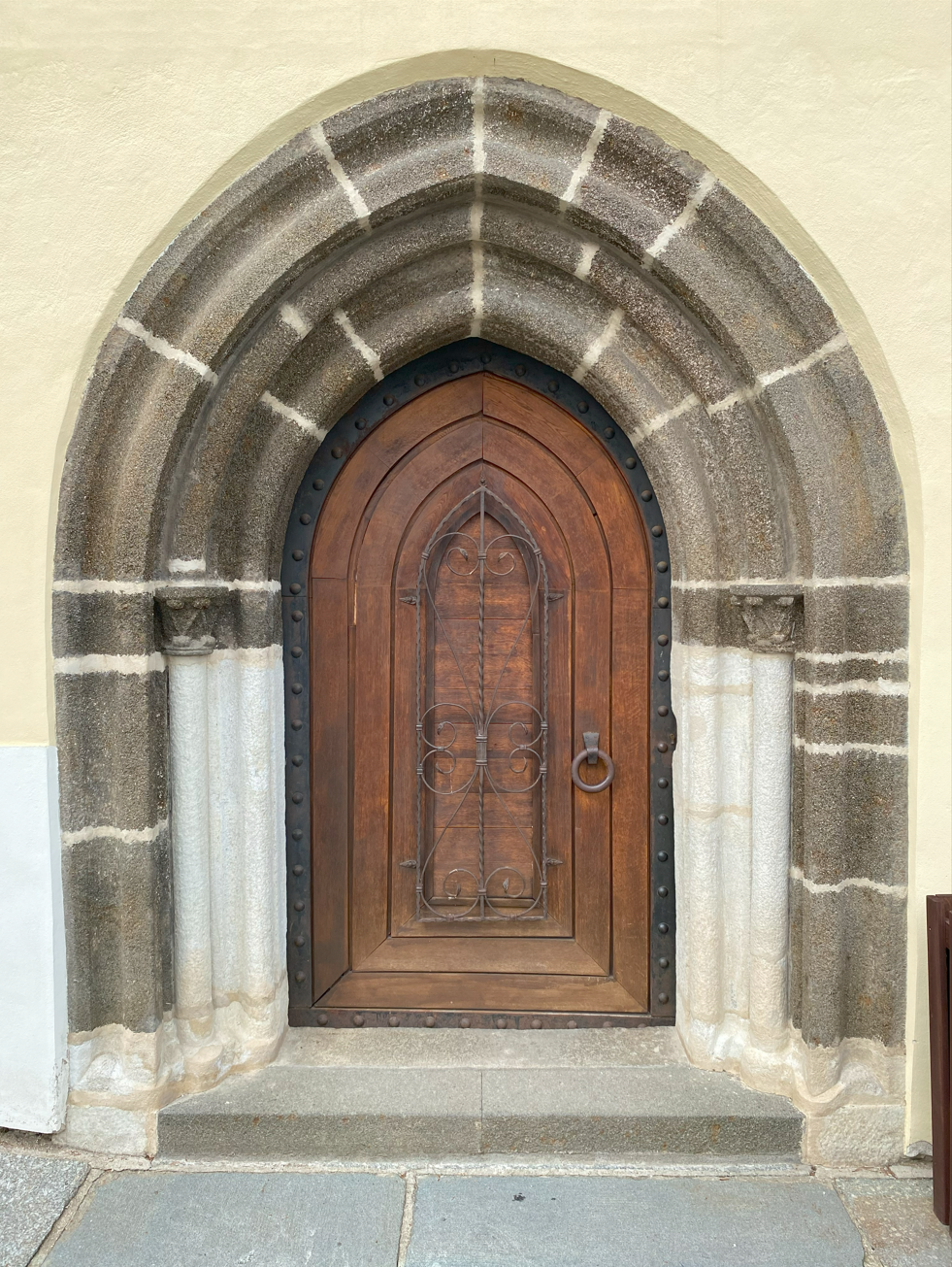
Vstupní portál kostela sv. Bartoloměje
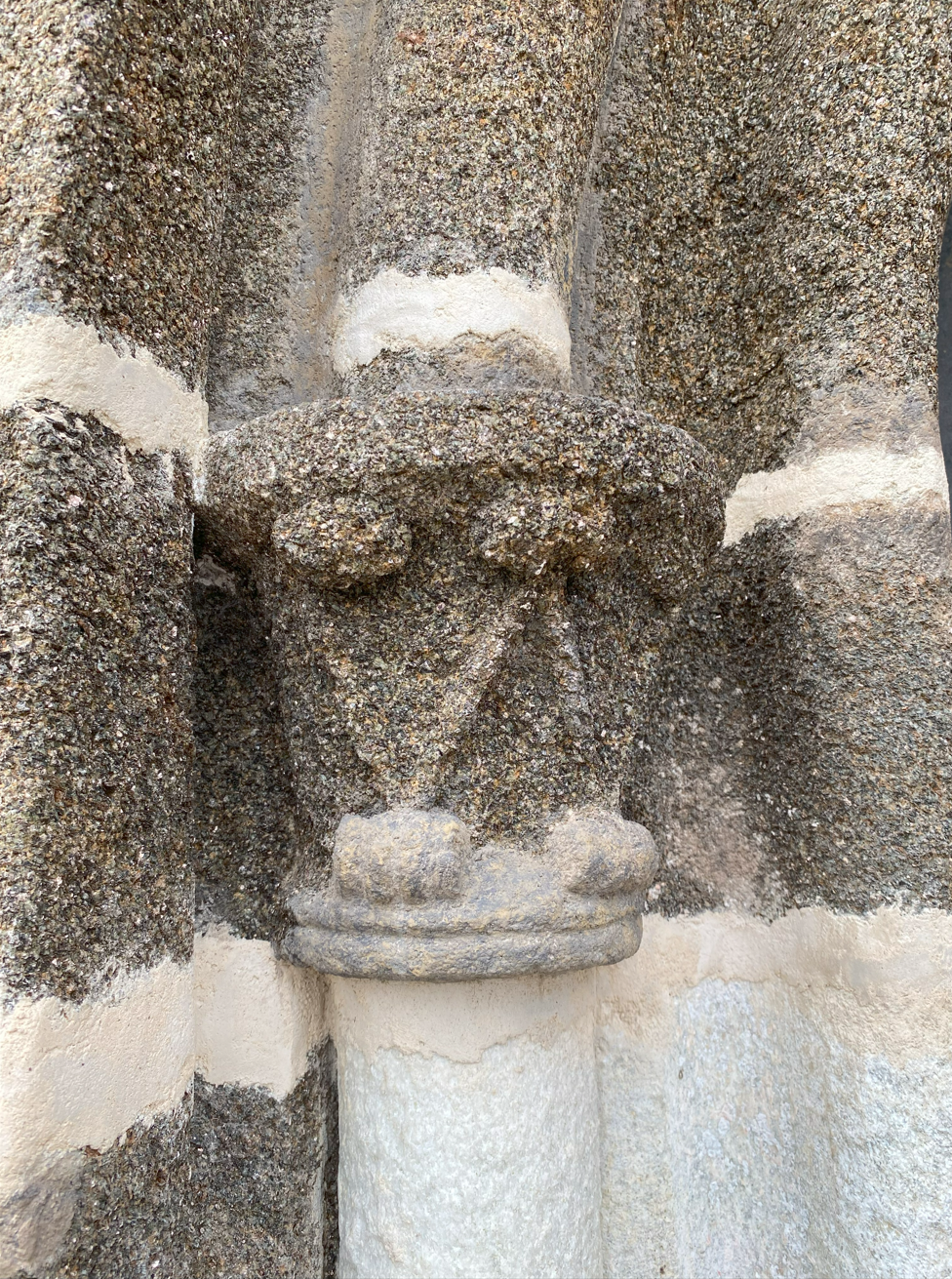
Kalichovité hlavice sloupků u vstupních dveří
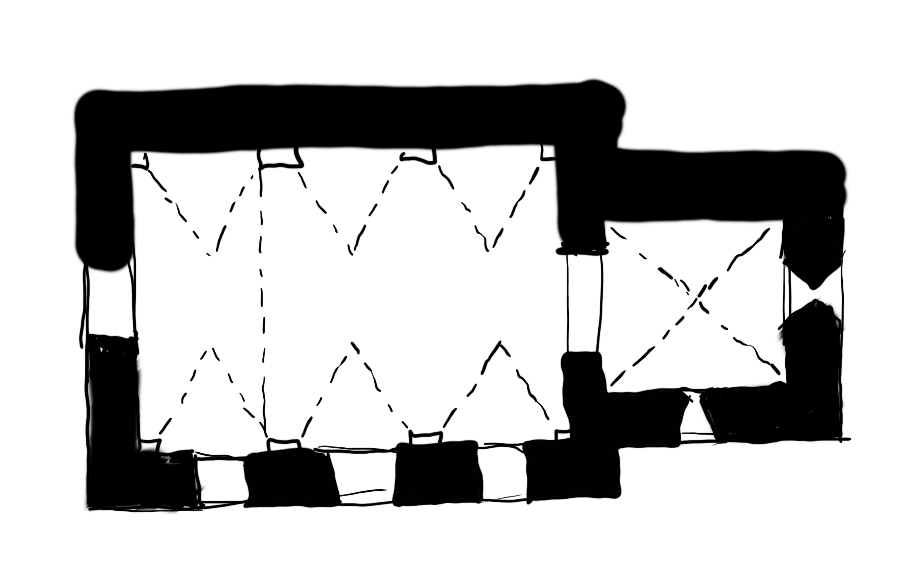
Bartoloměj půdorys
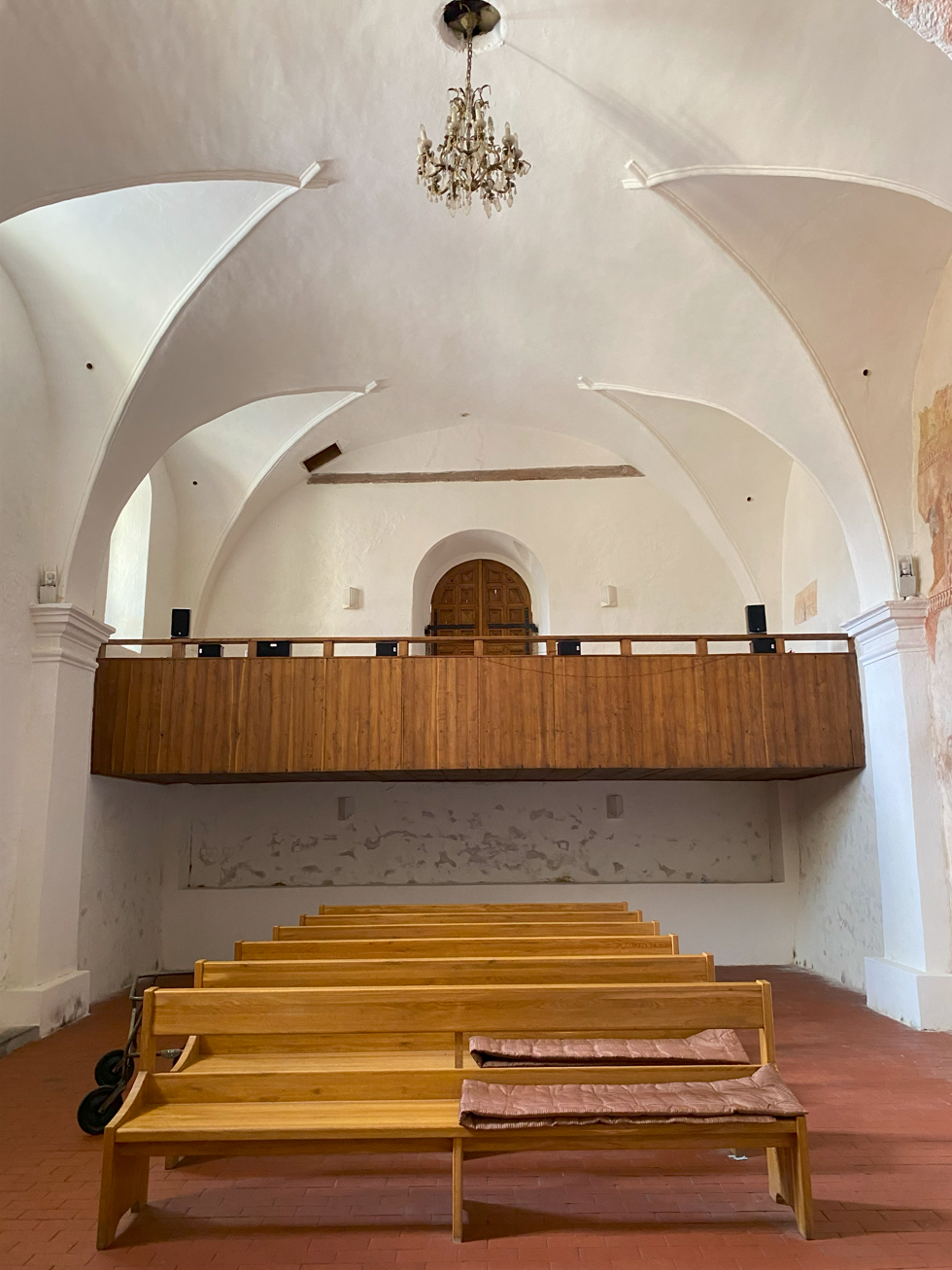
Hlavní loď s kruchtou
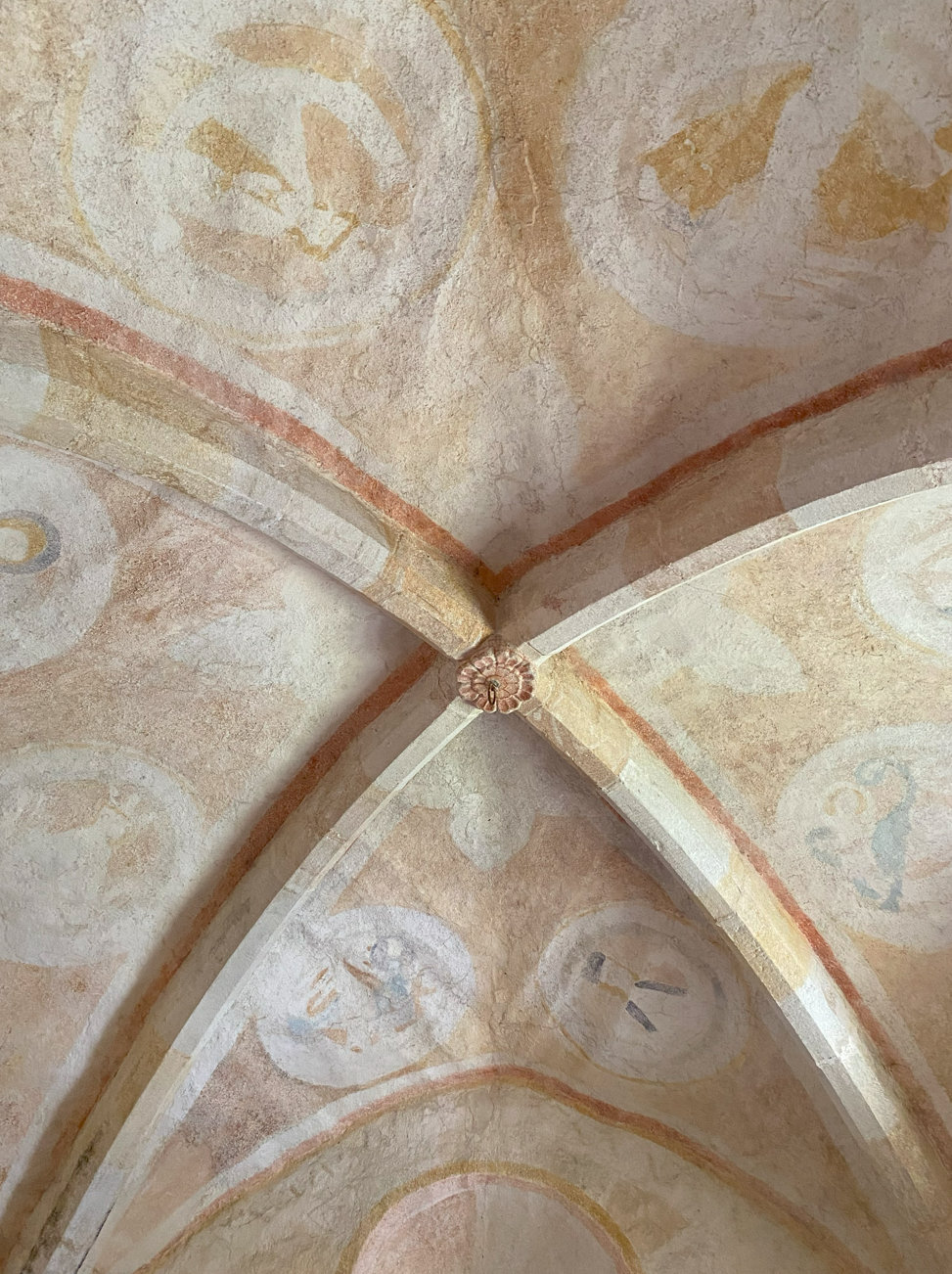
Klenba presbytáře
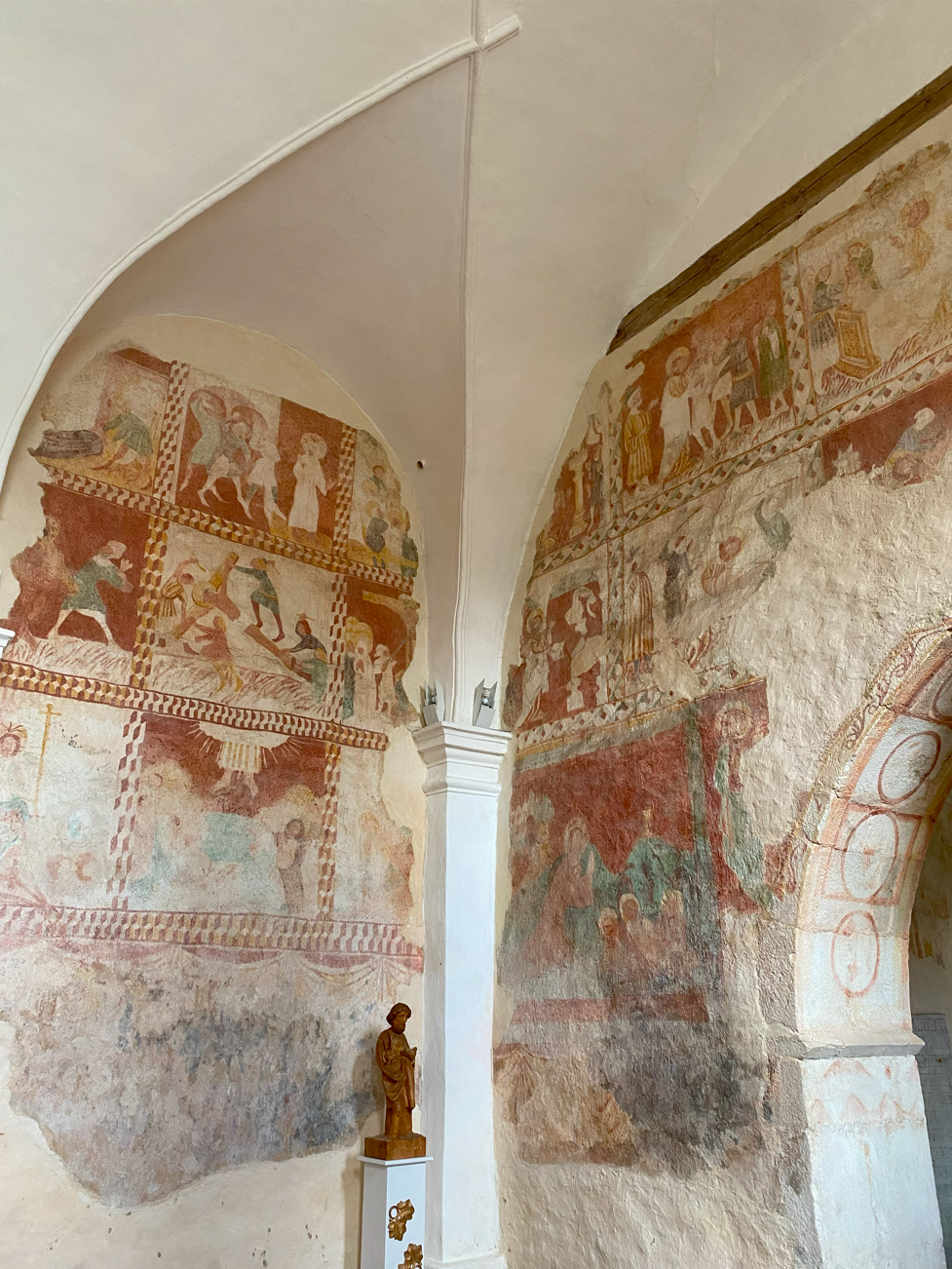
Nástěnné malby